# W
W (dvojni v) je črka latinske abecede.
V slovenščini se W uporablja pogojno, predvsem za zapis tujih imen (Washington).

## PomeniW
- W je simbol za kemijski element volfram.
- v biokemiji je W enočrkovna oznaka za aminokislino triptofan.
- W je v fiziki enočrkovna oznaka za vat (watt), izpeljano enoto SI za moč, toplotni tok, svetlobni tok in druge oblike energijskega toka.
- W je v fiziki in še posebej v tehniki oznaka za delo, oziroma delo tlaka, absolutno delo, prostorninsko delo.
- Wt je v fiziki in tehniki oznaka za tehnično delo.
- Wn je v fiziki oznaka za notranjo energijo.